# Satya yuga
De satya yuga (Devanagari: सत्य युग, tijdperk van waarheid) of krta yuga is het meest perfecte hindoeïstische tijdperk of yuga, waarin de mens wordt geregeerd door de goden en waarin iedereen zich houdt aan de dharma of regels. Het wordt ook wel het gouden tijdperk genoemd. Er was hier nog geen onderscheid tussen de mensen en er was dan ook maar één varna en een asrama.
Satya yuga duurt 1.728.000 jaar. Dharma, gevisualiseerd als heilige koe, staat op al haar vier poten gedurende deze periode. Later in de treta yuga drie, nog later twee in het dwapara yuga. Heden, in het immorele, egoïstische tijdperk kali yuga staat het slechts op één been.